# Тасей (озеро)
Тасей — озеро Ивано-Арахлейской системы озёр на юге Витимского плоскогорья в Читинском районе Забайкальского края. Находится в 36 км к северо-западу от города Читы. Относится к бассейну реки Лены.

## Описание
Площадь водной поверхности — 14,6 км², площадь водосбора 295 км². Длина — 8,1 км, максимальная ширина — 3 км при средней ширине 1,8 км. Высота над уровнем моря — 961 м. Объем воды в озере составляет 0,045 км3. Длина береговой линии — 19,1 км. Озеро мелководно, оно делится на два плёса мысами в юго-западной части — Большой и Малый Тасей. Наибольшая глубина Большого Тасея составляет 3,8 м при средней глубине 3,1 м. Основное питание Тасей получает за счёт стока рек; вода обновляется в среднем за 1,5-2 года.
В озеро впадают несколько речек: с юго-западной стороны — река Урса; с юго-восточной — река Ивановка; с юга — река Холэ, соединяющая Тасей с соседним озером Иван (она же вытекает из Тасея в северо-восточной части водоема). За исключением Холы, все речки летом пересыхают. Дно у озера ровное, илистое, с большим количеством органических веществ. У берегов, особенно вблизи устьев рек, сосредоточены пески с различной степенью заиливания. Любопытно, что село с одноимённым названием расположено на южном берегу соседнего озера Иван. 
В восточной части над озером возвышается гора Амбонная (1298 м).

## Флора и фауна
Летом водоём почти полностью зарастает. По берегам произрастает тростник и камыш, часто встречаются кувшинки и рдесты. В зообентосе доминируют хирономиды (комары-толкунцы), пиявки, моллюски и олигохеты. 
В летнее время озеро пользуется популярностью у любителей рыбалки. В уловах преобладают карась и гольян. Реже встречаются чебак и плотва. Часты случаи замора рыбы.

## Данные водного реестра
По данным государственного водного реестра России относится к Ленскому бассейновому округу, водохозяйственный участок реки — Витим от истока до в/п села Калакан. Речной бассейн — Лена.
Код водного объекта в государственном водном реестре — 18030200111117100000917.